# Squarebeat
Squarebeat is een rijmschema binnen de hiphopmuziek. Tegenwoordig is squarebeat min of meer dé standaard voor rap-teksten. In tegenstelling tot normale dicht, waarin het rijmschema aa-bb is, is squarebeat a-b-a-b. Tegenwoordig wordt dit schema gebruikt door vele hiphopartiesten, bijvoorbeeld Eminem en 50 Cent.
Het stuk songtekst ziet er dan als volgt uit:
...........[rijm-a]
...........[rijm-b]
...........[rijm-a]
...........[rijm-b]
(er kan eventueel een 3e rijmpaar tussen zitten)
De praktijk wijst uit dat de 1e 2 regels samen 1 complete zin vormen. In de Hip-Hop muziek lopen de 1e 2 regels en de 2e 2 regels samen als 1 zin.
Dan ziet het er als volgt uit:
...........[rijm-a]...........[rijm-b].
...........[rijm-a]...........[rijm-b].
Meestal zit midden in de zin (van hoofdletter tot punt) een woord dat rijmt met een woord midden in de volgende zin. Dit kan verward worden met de stijlfiguur enjambement, maar er zit een groot verschil tussen:
Enjambement: 1 rijmwoord in meerdere regels.
Squarebeat: meerdere rijmwoorden in 1 regel.
In de 1e 2 regels van 'Sing For The Moment' van Eminem is dit ook goed terug te vinden:
'These ideas are nightmares to white parents
Whose worst fear is a child with dyed hair and who likes earrings'
ontleed wordt dit dan:
These ideas        are nightmares                   to white parents
Whose worst fear   is a child with dyed hair        and who likes earrings
...[rijm a]...[rijm b]...[rijm c]
...[rijm a]...[rijm b]...[rijm c]
De term 'Squarebeat' is afkomstig uit het jargon van hiphopartiesten en producers en wordt tegenwoordig ook veel gebruikt onder de jeugd, onder wie de hiphop muziek erg populair is.